# Andy Milder
Andy Milder (Omaha (Nebraska); 16 de agosto de 1969) es un actor y actor de voz estadounidense. 

## Biografía
Milder nació en Omaha, Nebraska. Se trasladó a Santa Mónica, California, a una edad temprana y luego fue a la Universidad de California en Berkeley, especializándose en Economía antes de estudiar en el American Conservatory Theater de San Francisco (California). Actualmente vive en Manhattan Beach, California con su esposa, la Dra. Betty Lee.

## Carrera
Ha aparecido en películas como Apolo 13, Armageddon, Dicen Por Ahí..., Frost/Nixon, Transformers y Domino. Fue intérprete habitual en las series Fame L.A y Weeds, y ha aparecido en series como Star Trek: Voyager, Star Trek: Deep Space Nine, The West Wing, Six Feet Under, Ugly Betty, Boston Legal, Parks and Recreation, Married with Children, The Wonder Years, Private Practice y Criminal Minds. Milder se encargó de la narración en Ballroom Bootcamp, 101 Most Starlicious Make-Overs, y Wrecks to Riches. Puso la voz de Lightning Lad en la serie animada de 2006, Legion of Super Heroes. De 2005 a 2009 fue miembro del elenco recurrente - y más tarde del elenco regular - en Weeds como Dean Hodes. Desde 2011 es miembro del elenco recurrente en la serie de Disney Channel, Austin & Ally, como Lester.

## Filmografía
| Año       | Título                                         | Personaje                                         | Notas |
| --------- | ---------------------------------------------- | ------------------------------------------------- | --- |
| 2013      | Generator Rex                                  | John Scarecrow                                    | 1 episodio," Juegos Mentales" |
| 2012      | El mentalista                                  | Dr. Leopold Scheck                                | Episodio: "Ruddy Cheeks" |
| 2011-2016 | Austin & Ally                                  | Lester Dawson                                     | Rol recurrente |
| 2011      | Mentes criminales                              | Cy Bradstone                                      | Episodio: "Proof" |
| 2005-2011 | Weeds                                          | Dean Hodes                                        | 56 episodios |
| 2009-2011 | Batman: The Brave and the Bold                 | Golden Age Flash / Jay Garrick / Colonel          | Episodio: "Crisis: 22,300 Miles Above Earth!" Episodio: "Requiem for a Scarlet Speedster!" Episodio: "The Golden Age of Justice!" Episodio: "Trials of the Demon!"    |
| 2011      | The Closer                                     | Owen Doyle                                        | Episodio: "To Serve with Love" |
| 2010-2011 | The Middle                                     | Mr. Sholin / Principal Sholin                     | Episodio: "Back to Summer" Episodio: "Average Rules" |
| 2011      | The Artist                                     | Director #2                                       | |
| 2010-2011 | Parks and Recreation                           | Freddy                                            | Episodio: "The Fight" Episodio: "Indianapolis" Episodio: "Telethon" Episodio: "Woman of the Year"                                                                     |
| 2011      | Bones                                          | Toby Holcomb                                      | Episodio: "The Pinocchio in the Planter" |
| 2011      | Monster of the House                           | Doc                                               | Película de televisión |
| 2011      | Minkow                                         | Oficial de Banco                                  | |
| 2010      | Batman: The Brave and the Bold - The Videogame | The Flash/Jay Garrick                             | voz, videojuego |
| 2010      | Ashley's Ashes                                 | Perry                                             | |
| 2010      | Screwball: The Ted Whitfield Story             | Rick Brumfield                                    | |
| 2010      | Rock the House                                 | Ronny                                             | Película de televisión |
| 2009      | G.I. Joe: The Rise of Cobra                    | Sgt. Flash                                        | Voz, videojuego |
| 2009      | Stolen Lives                                   | William Daniels                                   | |
| 2009      | Trust Me                                       | EmCee                                             | Episodio: "But Wait, There's More" |
| 2008      | Siete almas                                    | Doctor de George                                  | |
| 2007-2008 | Private Practice                               | Doug Adams                                        | Episodio: "Crime and Punishment" Episodio: "In Which Addison Finds the Magic"                                                                                         |
| 2008      | Frost/Nixon                                    | Frank Gannon                                      | |
| 2008      | Dead Space                                     | Voces Adicionales                                 | Voz, videojuego |
| 2006-2008 | Legión de Super-Héroes                         | Lightning Lad / Garth Ranzz                       | 24 episodios |
| 2007      | Transformers                                   | R&D Team Leader                                   | |
| 2006      | 7th Heaven                                     | Sales Clerk                                       | Episodio: "Thanks and Giving" |
| 2006      | Ugly Betty                                     | Lawyer                                            | Episodio: "Trust, Lust and Must" |
| 2006      | Joey                                           | Trent                                             | Episodio: "Joey and the Critic" |
| 2006      | Drake & Josh                                   |                                                   | Episodio: "Little Sibling" |
| 2005      | Dicen Por Ahí...                               | Asistente en conferencia                          | |
| 2005      | Ballroom Bootcamp                              | Narrator                                          | 7 episodios |
| 2005      | Domino                                         | Agente del FBI #1                                 | |
| 2005      | Mrs. Harris                                    | Periodista (sin acreditar)                        | Película de televisión |
| 2005      | Love for Rent                                  | Paramédico                                        | |
| 2005      | The Incredible Hulk: Ultimate Destruction      | Infantería                                        | Voz, videojuego |
| 2005      | Six Feet Under                                 | Director de Julio                                 | Episodio: "Eat a Peach" |
| 2005      | Medium                                         | Sr. Beauchamp                                     | Episodio: "Penny for Your Thoughts" |
| 2005      | SWAT 4                                         | Male Hostage 3/Warren Rooney/James Bettencourt Jr | Voz, videojuego |
| 2005      | CSI: Nueva York                                | Truman Jafari                                     | Episodio: "Til Death Do We Part" |
| 2005      | House M.D.                                     | Conductor de autobús                              | Episodio: "Poison" |
| 2004      | Vampire: The Masquerade - Bloodlines           | Prince Sebastian LaCroix                          | Voz, videojuego |
| 2004      | Men of Valor                                   | reenawait/White Marine 2/Zook/Aussie 3            | Voz, videojuego |
| 2004      | Boston Legal                                   | Dr. Gill                                          | Episodio: "Still Crazy After All These Years" |
| 2003      | Yes, Dear                                      | Harold Nicholson                                  | Episodio: "Dominic's Buddy" |
| 2003      | Star Trek: Elite Force II                      | Ensign Chell                                      | Voz, videojuego |
| 2000-2003 | The West Wing                                  | Aide Mark/Senator's Aide/V.P. Assistant           | Episodio: "Life on Mars" como Aide Mark Episodio: "The Stackhouse Filibuster" como V.P. Assistant Episodio: "In the Shadow of Two Gunmen: Part 1" como Senator's Aide |
| 2002      | Proyecto Viper                                 | Chambers (Jefe de la NASA)                        | Película de televisión |
| 2002      | Star Trek: Bridge Commander                    | Chief Brex                                        | Voz, videojuego |
| 2001      | Command & Conquer: Yuri's Revenge              |                                                   | Voz, videojuego |
| 2001      | Tramposos de Hollywood                         | Ejecutivo Sudio #1                                | |
| 2001      | Cazarrecompensas                               | Salesman                                          | Episodio: "D&B, Inc." |
| 2001      | Dharma & Greg                                  | Russell Gotleib                                   | Episodio: "The End of the Innocence: Part 2" Episodio: "GotleibHow This Happened"                                                                                     |
| 2001      | Star Trek: Voyager                             | Nar                                               | Episodio: "Renaissance Man" |
| 2000      | Becker                                         | Clark                                             | Episodio: "Beckerethics" |
| 2000      | Luck of the Draw                               | Pascal                                            | |
| 1999      | G vs E                                         | Scott                                             | Episodio: "To Be or Not to Be Evil" |
| 1998      | Brother's Keeper                               | Calvin Heinberg                                   | Episodio: "Note" |
| 1998      | Armageddon                                     | NASA Techs                                        | |
| 1998      | The Brave Little Toaster Goes To Mars          | Ratso                                             | Voz |
| 1998      | De la Tierra a la Luna                         | GUIDO                                             | Episodio: "Mare Tranquilitatis" Episodio: "1968" |
| 1997-1998 | Fame L.A.                                      | Marcus Carilli                                    | 21 episodios |
| 1997      | Star Trek: espacio profundo nueve              | Boq'ta                                            | Episodio: "Empok Nor" |
| 1996      | Boston Common                                  | Milder                                            | Episodio: "Arts and Craftiness" |
| 1996      | Policías de Nueva York                         | Skater                                            | Episodio: "Ted and Carey's Bogus Adventure" |
| 1996      | Virtual Oz                                     | Tommy Qwickstep                                   | Voz, película de DVD |
| 1996      | Toto Lost in New York                          | Barnabas/Scarecrow/Snicklefritz                   | Voz, película de DVD |
| 1996      | The Nome Prince and the Magic Belt             | Sr. Scarecrow                                     | Voz, película de DVD |
| 1995      | Apolo 13                                       | GUIDO White                                       | |
| 1995      | University Hospital                            | Howard Stenecki                                   | Episodio: "Shadow of a Doubt" |
| 1994      | Murphy Brown                                   | Santa Claus                                       | Episodio: "Brown in Toyland" |
| 1994      | I Love Trouble                                 | Copy Man                                          | |
| 1994      | Boy Meets World                                |                                                   | Episodio: "Warm-Up Man" |
| 1993      | The Wonder Years                               | Howie Needleman                                   | Episodio: "Independence" Episodio: "Summer" |
| 1992      | Married... with Children                       | Francis                                           | Episodio: "Frat Chance" |
| 1991      | For the Boys                                   | Secundario                                        | Episodio: "Dressing Room Page, New York" |
| 1991      | Empty Nest                                     | Asistente de Vet                                  | Episodio: "The Dreyfuss Affair" |